# Hans Leicher

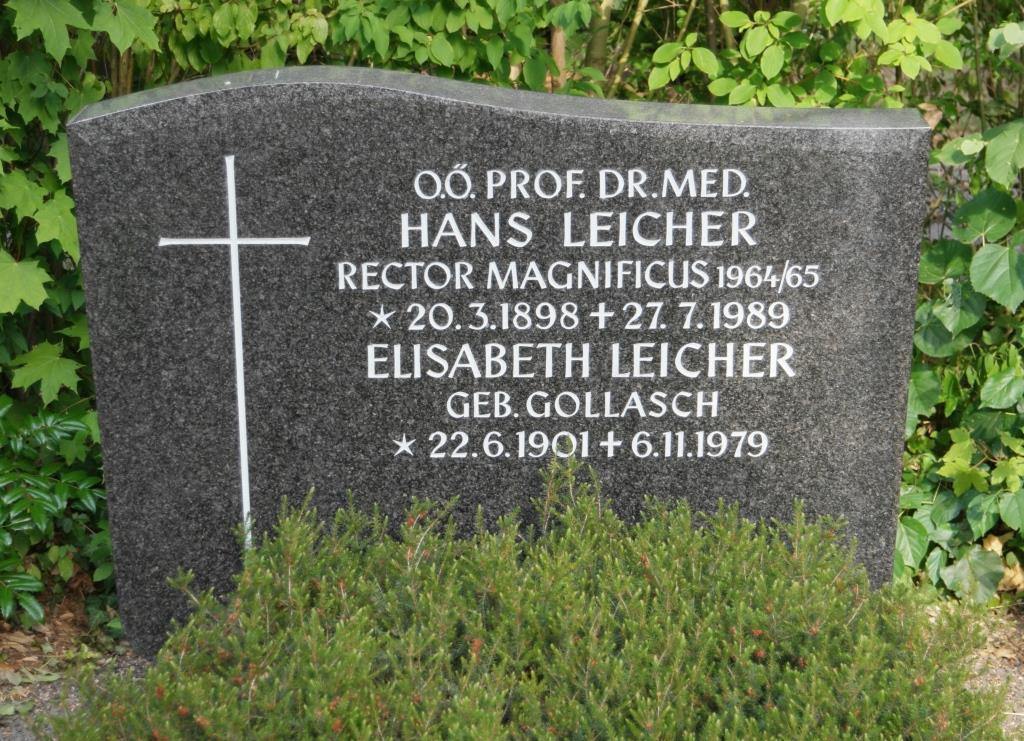
Grab von Hans Leicher auf dem Hauptfriedhof Mainz

Hans Leicher (* 20. März 1898 in Frankfurt am Main; † 1989) war ein deutscher Hals-Nasen-Ohren-Arzt und Hochschullehrer.

## Werdegang
Leicher kam als Sohn des Beamten Ludwig Leicher und dessen Ehefrau Karoline zur Welt. Nach Studium und Habilitation war er ab 1928 Privatdozent an der Universität Frankfurt am Main. 1935 wurde er zum nebenamtlichen außerordentlichen Professor ernannt. Ab 1947 war er Direktor der HNO-Klinik in Stuttgart. 1953 folgte er einem Ruf an die Universität Mainz, wo er bis zu seiner Emeritierung 1966 blieb. In den Jahren 1964 und 1965 war er Rektor der Universität.
Leicher war seit 1916 Mitglied der katholischen Studentenverbindung KDStV Hasso-Nassovia Frankfurt am Main im CV.

## Ehrungen
- 1928: Siebenmann-Preis der Deutschen Gesellschaft der HNO-Ärzte
- 1960: Semmelweis-Medaille der Ungarischen Ärzteschaft
- 1967: Großes Verdienstkreuz der Bundesrepublik Deutschland